# Circonscription de Wemberma
La circonscription de Wemberma est une des 135 circonscriptions législatives de l'État fédéré Amhara, elle se situe dans la Zone Ouest Godjam. Son représentant actuel est Aweqe Atnaf Adam.